# 美少女新世紀 GAZER
『美少女新世紀 GAZER』（びしょうじょしんせいき ゲイザー）は、テレビ朝日系列で、1998年8月22日 - 9月26日にウイークエンドドラマ枠で放送された、七月鏡一原作のテレビドラマ。全6回。

## キャスト
- 三笠萌：吹石一恵
- 日向明：西村和彦
- 日向ひとみ：須藤温子
- 麻生紀美子：長曽我部蓉子
- リオ：真野きりな
- 本田大輔
- 橋龍吾
- 宇野智史
- 大鷹明良
- 児島美ゆき
- キリガミ：堀内正美

## スタッフ
- 監督：清水厚・上野勝仁
- プロデューサー：中嶋豪（テレビ朝日）、今井朝幸（円谷映像）、太田裕輝（円谷映像）
- 原作：七月鏡一
- 脚本：神尾麦・羽原大介
- 撮影：岡雅一
- 特殊メイク：原口智生（中洲プロ）
- 美術：吉田直哉
- 編集：安西智
- 音楽：中川孝・西村卓也
- 制作著作：円谷映像、テレビ朝日

## 主題歌
- 吉田朋代「Pride〜真昼の月〜」

## サブタイトル
- 第一話　何かが道をやってくる
- 第二話　人間以上
- 第三話　光る眼
- 第四話　神々の糧
- 第五話　冷たい方程式
- 第六話　未来の二つの顔